# Venezolaanse presidentsverkiezingen 2012
Op 7 oktober 2012 vonden in Venezuela de  presidentsverkiezingen van 2012 plaats. Hierbij werd de zittende president Hugo Chávez herkozen voor een periode van zes jaar, beginnende in februari 2013.

## Kandidaten

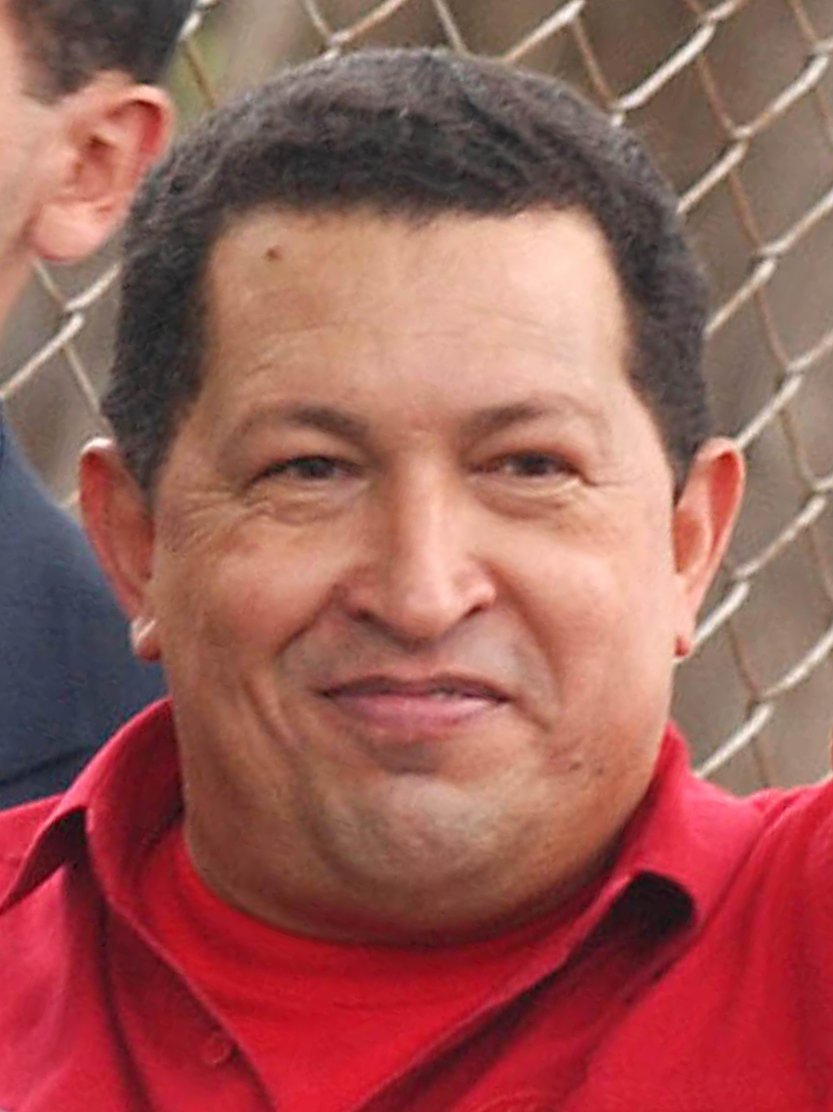
Hugo Chávez - PSUV
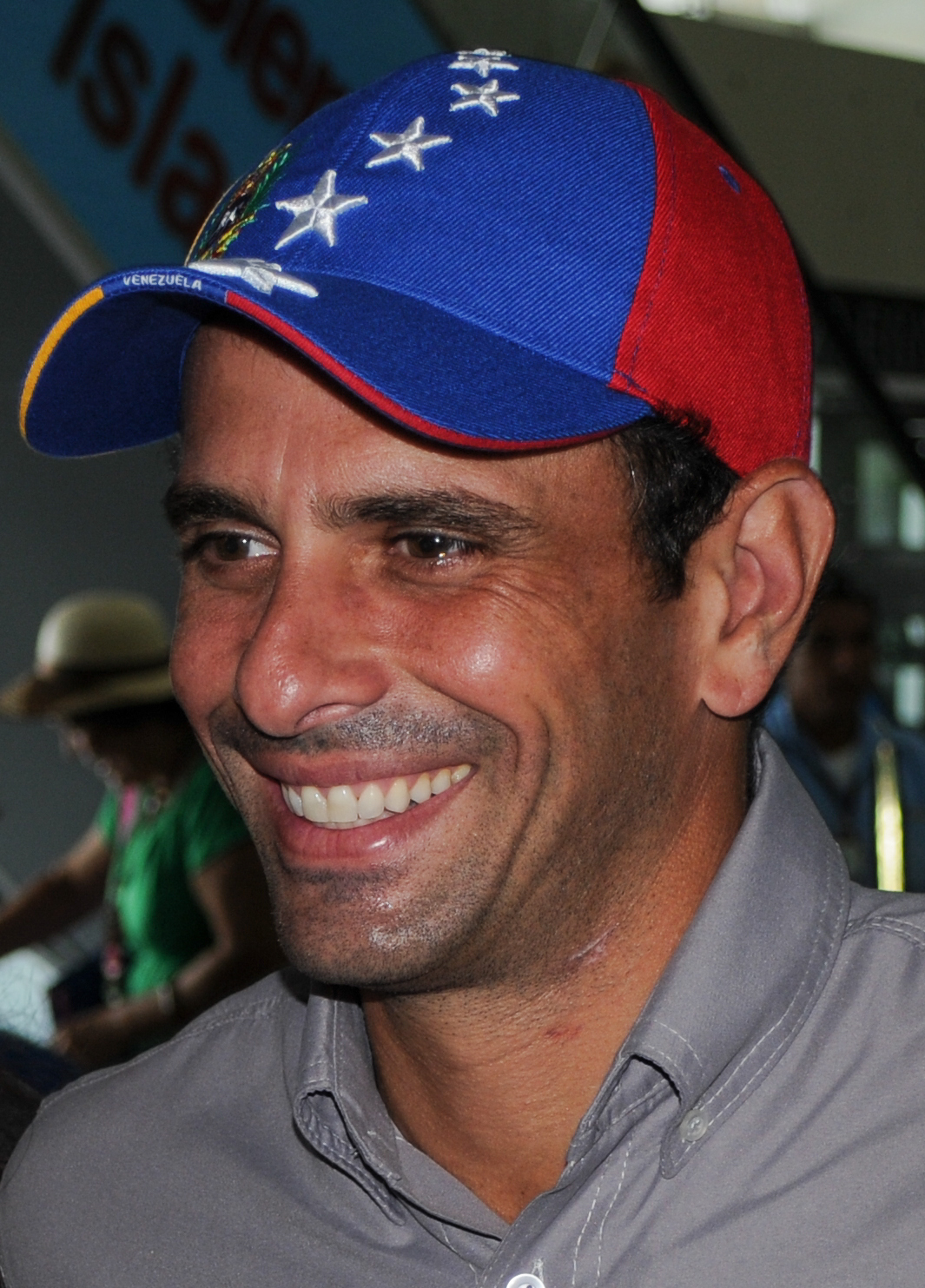
Henrique Capriles - PJ

## Campagne
Beide partijen bekritiseerden elkaar fel. Zo werd Capriles fel bekritiseerd vanuit de PSUV en de regering, in het bijzonder voor zijn rol in de mislukte staatsgreep van 2002. Capriles verweet Chávez dan weer een mislukkeling te zijn.
Op 16 februari schreef Chávez een openbare brief naar Capriles: "Hoe meer je probeert om jezelf te vermommen, hoe meer je me elke dag zult vinden, je zal niet in staat zijn om de confrontatie met Chávez te vermijden, het is de confrontatie met het vaderland, met de nationale waardigheid".

## Opiniepeilingen
| Opiniepeiler   | Publicatiedatum | Chávez | Oppositie | Bron   |
| -------------- | --------------- | ------ | --------- | ------ |
| Hinterlaces    | Januari 2012    | 50     | 34        | [ 4 ]  |
| IVAD           | Februari 2012   | 57     | 30        | [ 5 ]  |
| Hinterlaces    | Maart 2012      | 52     | 34        | [ 6 ]  |
| IVAD           | Maart 2012      | 56,5   | 26,6      | [ 7 ]  |
| Consultores 21 | Maart 2012      | 46     | 45        | [ 8 ]  |
| Datanalisis    | Maart 2012      | 44,7   | 31,4      | [ 9 ]  |
| ICS            | April 2012      | 57,3   | 32,7      | [ 10 ] |
| Varianzas      | April 2012      | 49,3   | 45,1      | [ 11 ] |
| VOP            | Mei 2012        | 63,7   | 23,2      | [ 12 ] |

## Uitslag
| Kandidaat                | Alliantie                             | Partij                                        | Stemmen    | Percentage |
| ------------------------ | ------------------------------------- | --------------------------------------------- | ---------- | ---------- |
| Hugo Chávez              | Grote Patriottische Pool              | Verenigde Socialistische Partij van Venezuela | 8.062.056  | 55,14%     |
| Henrique Capriles        | Rondetafel voor Democratische Eenheid | Rechtvaardigheid Eerst                        | 6.468.450  | 44,24%     |
| Reina Sequera            | Geen                                  | Arbeiders Kracht                              | 68.936     | 0,47%      |
| Luis Reyes               | Geen                                  | Authentieke Vernieuwing Organisatie           | 8.063      | 0,05%      |
| María Bolívar            | Geen                                  | Verenigde Democratische Partij voor de Vrede  | 7.308      | 0,04%      |
| Orlando Chirinos         | Geen                                  | Partij voor Socialisme en Vrijheid            | 4.062      | 0,02%      |
| Geldige stemmen          | Geldige stemmen                       | Geldige stemmen                               | 14.618.875 | 98,1%      |
| Ongeldige/blanco stemmen | Ongeldige/blanco stemmen              | Ongeldige/blanco stemmen                      | 282.865    | 1,89%      |
| Totaal                   | Totaal                                | Totaal                                        | 14.901.740 | 100,00%    |